# Podem País Valencià
Podem País Valencià és l'organització al País Valencià del partit polític espanyol Podem.
Durant el seu procés de primàries, que va concloure el 14 de febrer de 2015, va resultar triat el primer Consell Ciutadà Autonòmic i va ser elegit com a Secretari General, Antonio Montiel.
En les Eleccions a les Corts Valencianes de 2015 va obtenir 13 diputats, aconseguint així formar grup parlamentari a l'hemicicle de les Corts Valencianes.
Després de la seua II Assemblea Ciutadana celebrada el 14 de maig de 2017 al Pavelló del Cabanyal de València, va ser triat Secretari General Antonio Estañ, davant de les candidatures de Pilar Lima i Fabiola Meco.

## Resultats electorals
| Resultats electorals en les Corts Valencianes | Resultats electorals en les Corts Valencianes | Resultats electorals en les Corts Valencianes | Resultats electorals en les Corts Valencianes |
| --------------------------------------------- | --------------------------------------------- | --------------------------------------------- | --------------------------------------------- |
| Eleccions                                     | Candidat                                      | Vots                                          | Diputats                                      |
| 2015                                          | Antonio Montiel                               | 279596                                        | 13 / 99                                       |
| 2019                                          | Rubén Martínez Dalmau                         | 213007                                        | 8 / 99                                        |

## IX Legislatura
Després d'aconseguir els primers 13 escons, Podem firmà, juntament amb Compromís i el PSPV, l'Acord del Botànic, un pacte de govern autonòmic que acabà amb dues dècades de mandats ininterromputs del Partit Popular al capdavant de la Generalitat Valenciana.

## X Legislatura
A les eleccions autonòmiques de 2019 Podem es presentà al costat d'EUPV aconseguint 8 escons amb 213.007 vots. En aquesta ocasió decidiern entrar a formar part del govern amb la cartera d'Arquitectura Bioclimàtica i coordinant totes les competències de Medi Ambient per avançar cap a la transició energètica. D'altra banda, EUPV es va quedar amb la Conselleria de Transparència.